# Broughtonia sanguinea
Broughtonia sanguinea es una especie de orquídea epífita originaria de  Centroamérica.

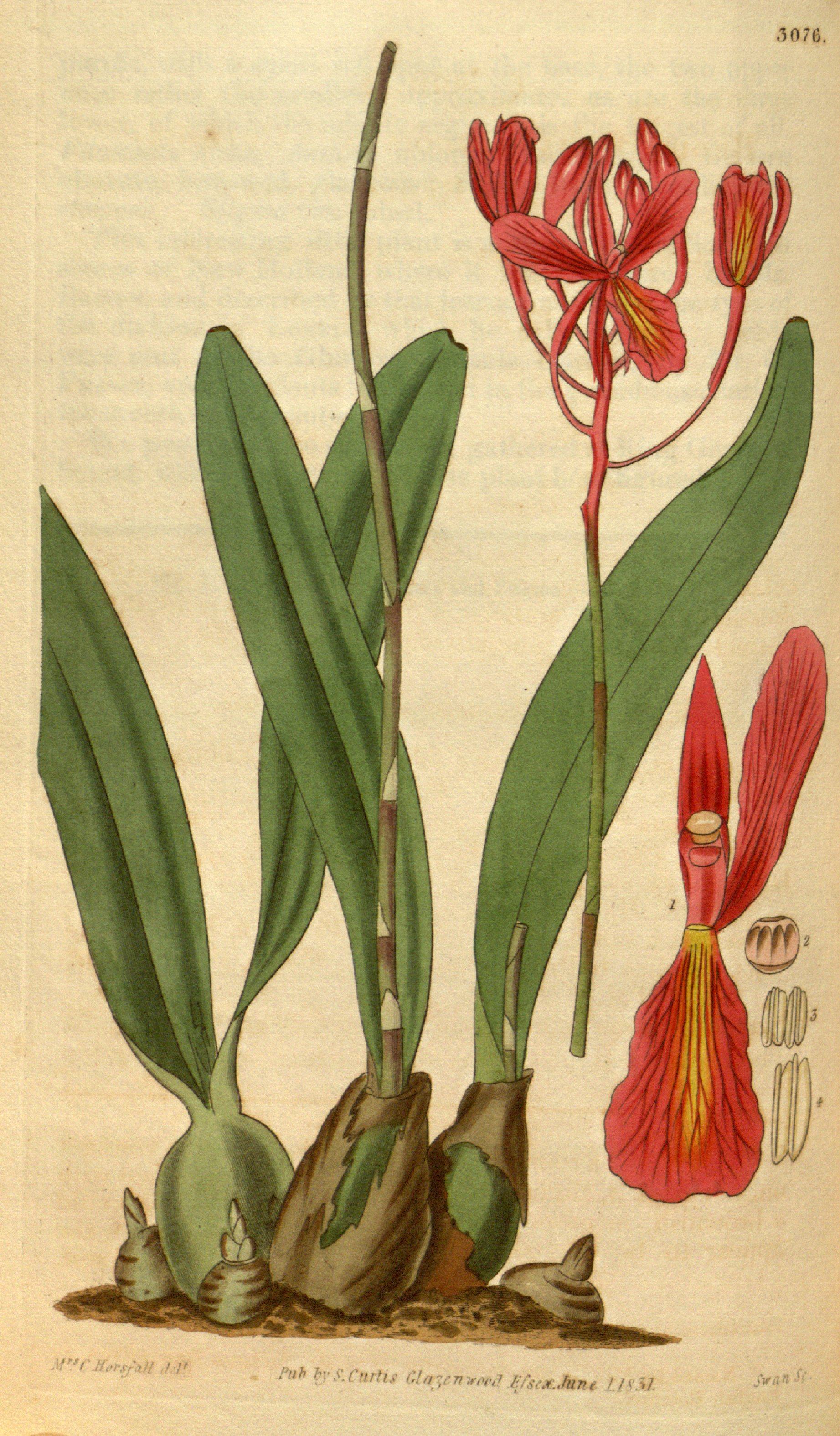
Ilustración

## Descripción
Es una orquídea  de tamaño pequeño, que prefiere el clima cálido, con hábitos de epífita con pseudobulbos  globular a casi cilíndrico, pseudobulbos agrupados que llevan 2 hojas apicales coriáceas alargadas y semi-agudas. Florece en una inflorescencia apical, simple o ramificada dce 20 a 60 cm de largo,  con 5 a 12 flores que abren sucesivamente y que si se la deja sola producirá nuevos racimos de flores no aromáticas desde el vértice. La floración se produce desde la primavera hasta finales del verano y le gusta una montura de madera, luz alta, y humedad y agua durante su crecimiento y menos cuando está madura.

## Distribución y hábitat
Se encuentra en Jamaica y Cuba desde el nivel del mar hasta los 800 metros. 

## Taxonomía
Broughtonia sanguinea fue descrita por (Sw.) R.Br. y publicado en Hortus Kewensis; or, a catalogue . . . 5: 217. 1789.
Etimología
Broughtonia (abreviado Bro.): nombre genérico nombrado en honor de Arthur Broughton un botánico inglés que recolectó en Jamaica a principios del siglo XIX.
sanguinea: epíteto latino que significa "de color rojo sangre".
Sinonimia
- Broughtonia coccinea Hook.
- Dendrobium sanguineum (Sw.) Sw.
- Epidendrum sanguineum Sw.[5][6]